# Верхнє Синьовидне (гміна)
Гміна Верхнє Синьовидне — колишня (1934—1939 рр.) сільська ґміна Стрийського повіту Станіславського воєводства Польської республіки (1918—1939) рр. Центром ґміни було село Верхнє Синьовидне.

Площа гміни — 189,13 км²

Кількість житлових будинків — 1 913

Кількість мешканців — 11 883
1 серпня 1934 року в Стрийському повіті Станіславівського воєводства було створено ґміну Верхнє Синьовидне з центром в с.Верхнє Синьовидне. В склад ґміни входили наступні сільські громади: Кам'янка, Корчин Рустикальний, Корчин Шляхетський, Межиброди, Побук, Нижнє Синьовидне, Верхнє Синьовидне, Труханів і Тишівниця.
17 січня 1940 року ґміна ліквідована у зв’язку з утворенням Сколівського району.